# MullMuzzler

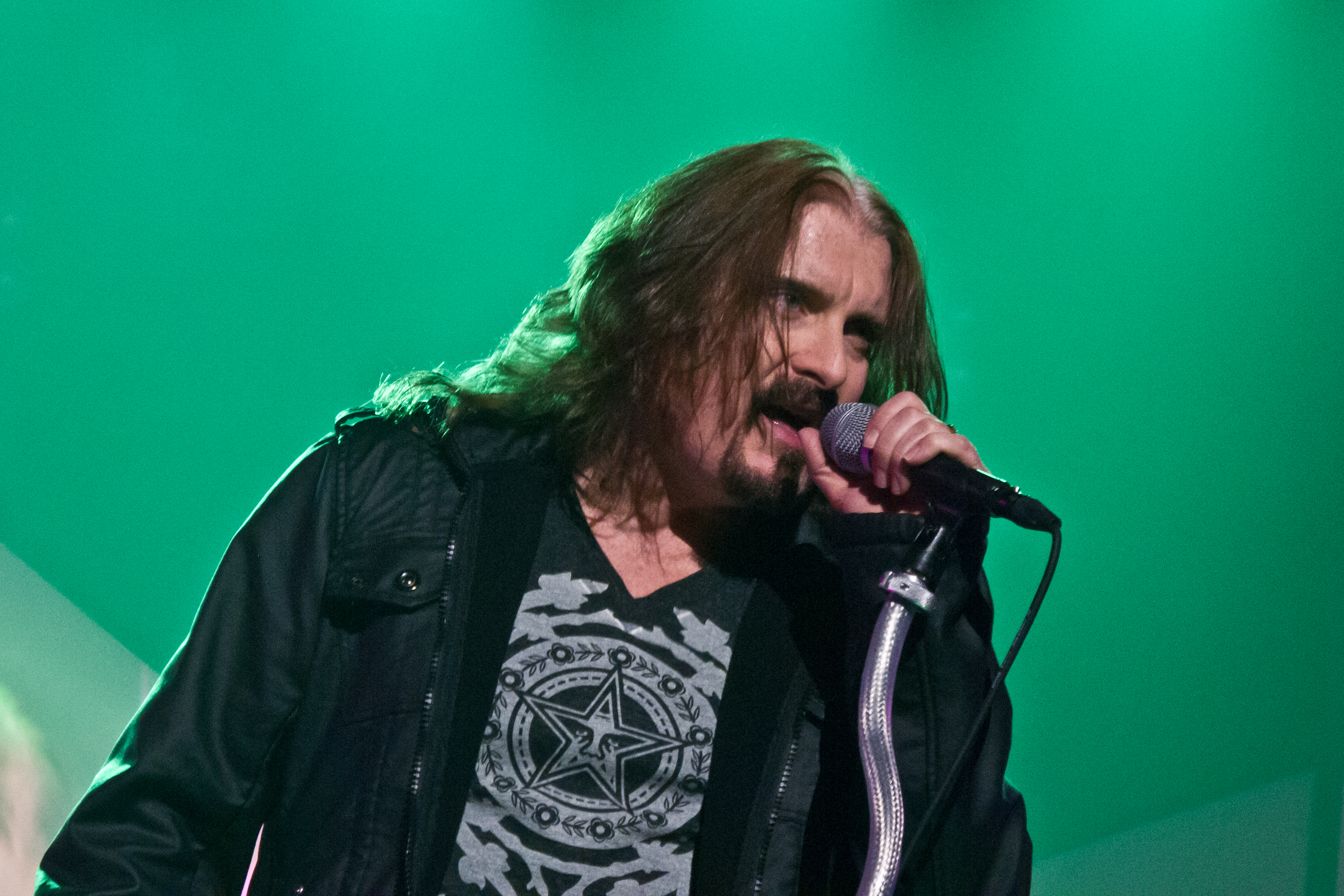
James LaBrie

MullMuzzler byl progresivní metalový hudební projekt zpěváka formace Dream Theater Jamese LaBrieho, který vznikl před jeho sólovým projektem z roku 2005. Seskupení hudebníků bylo vytvořeno ze zpěváka samotného, Matta Guilloryho, Mika Manginiho a Mika Keneallyho. Nahrávací společnost nedovolila LaBriemu pro tento projekt použít jeho jméno a on se proto rozhodl, že jejich produkce bude vydávána pod společným názvem MullMuzzler. Postupně se LaBriemu podařilo vydavatele přesvědčit, aby bylo jeho jméno použité, ale i tak se alba seskupení nemohou označovat jako jeho sólové projekty.
Od roku 2005 přestal James LaBrie používat název MullMuzzler a dále již vydává projekt pod svým jménem.

## Diskografie
- Keep It To Yourself (1999)
- James LaBrie's MullMuzzler 2 (2001)
- Elements of Persuasion (2005)
- Prime Cuts (2008)
- Static Impulse (2010)
- Impermanent Resonance (2013)
- Beautiful Shade of Grey (2022)

## Členové skupiny
- James LaBrie – zpěv (od 1999)
- Paul Logue – akustická kytara a baskytara (od 2022)
- Chance LaBrie – bicí, perkuse (od 2022)
- Marco Sfogli – kytara (od 2005)
- Christian Pulkkinen – klávesové nástroje (od 2022)

### Bývalí členové
- Mike Keneally – kytara (1999–2005)
- Bryan Beller – baskytara (1999–2005)
- Mike Mangini – bicí (1999–2005)
- Andy DeLuca – baskytara (2005–2010)
- John Macaluso – bicí (2005–2010)
- Matt Guillory – klávesové nástroje, vokály (1999–2022)
- Peter Wildoer – bicí, vokály (2010–2022)
- Ray Riendeau – baskytara (2010–2022)